# 岩本由輝
岩本 由輝（いわもと よしてる、1937年4月8日 - ）は、日本の経済学者・歴史学者、東北学院大学名誉教授。専門は歴史経済学。
東京府東京市中野区東中野（現・東京都中野区）に生れる。1961年東北大学経済学部卒業。1967年同大学院経済学研究科博士課程修了、「近世漁村の共同体の変遷 商品経済の進展と村落共同体」で経済学博士。同年山形大学講師、助教授、教授、1988年東北学院大学教授。2005年比較家族史学会会長。2011年退任、名誉教授。

## 著書
- 『近世漁村共同体の変遷過程 商品経済の進展と村落共同体』塙書房 1970 村落社会調査研究叢書
- 『明治期における地主経営の展開』山川出版社 1974
- 『柳田国男の農政学』御茶の水書房 1976
- 『近世漁村共同体の変遷過程 商品経済の進展と村落共同体』御茶の水書房 1977 村落社会調査研究叢書
- 『柳田国男の共同体論 共同体論をめぐる思想的状況』御茶の水書房 1978
- 『南部鼻曲り鮭』日本経済評論社 1979
- 『カール・マルクス著笹原潮風訳『賃金労働及び資本』について』山形資本論研究会 1980
- 『きき書き六万石の職人衆 相馬の社会史』刀水書房 1980
- 『柳田國男 民俗学への模索』柏書房 1982
- 『もう一つの遠野物語』刀水書房 1983、追補版1994
- 『続 柳田國男　民俗学の周縁』柏書房 1983
- 『山形県の百年 県民100年史』山川出版社 1985
- 『論争する柳田國男 農政学から民俗学への視座』御茶の水書房 1985
- 『村と土地の社会史 若干の事例による通時的考察』刀水書房 1989
- 『柳田國男を読み直す』世界思想社 1990
- 『柳田民俗学と天皇制』吉川弘文館 1992
- 『東北開発120年』刀水書房 1994、増補版2009
- 『東北開発人物史 15人の先覚者たち』刀水書房 1998
- 『歴史としての相馬 花は相馬に実は伊達に』刀水書房 2000
- 『東北地域産業史 伝統文化を背景に』刀水書房 2002
- 『本石米と仙台藩の経済』大崎八幡宮仙台・江戸学実行委員会 2009

### 共編著
- 『福島県相馬郡大野村々是』編 相馬郷土研究会 1975
- 『家族と地域社会 シリーズ比較家族』大藤修共編 早稲田大学出版部 1996
- 『家と共同体 日欧比較の視点から』国方敬司共編 法政大学出版局 1997
- 『対話「東北」論』高田宏編 樺山紘一、米山俊直共著 刀水書房 2003
- 『歴史としての東日本大震災 口碑伝承をおろそかにするなかれ』編 河野幸夫,菊池慶子,佐々木秀之共著 刀水書房 2013